# Lavangsfjorden
El fiordo de Lavangen o Lavangsfjorden (en sami septentrional: Loabákvuotna) es un fiordo de los municipios de Lavangen Salangen en Troms og Finnmark, Noruega. La mayor parte está Lavangen. Recorre la zona en dirección noroeste hacia el Astafjorden. El punto más profundo alcanza los 202 m. Tennevoll está al final del fiordo y Å en la costa norte.